# Такси (телесериал)
«Такси» (англ. Taxi) — американский комедийный телесериал, выходивший с 1978 по 1982 на ABC и с 1982 по 1983 года на NBC. За это время было снято пять сезонов, в общей сложности состоящих из 114 эпизодов.
В центре сюжета находятся сотрудники вымышленной компании, которая занимается перевозками пассажиров в Нью-Йорке.
Сериал выиграл 18 премий «Эмми», в том числе и трижды в категории за «Лучший комедийный сериал»: с 1979 по 1981 год. Хотя шоу было любимо критиками и достигло рейтинговых успехов в первые два сезона, позже рейтинги начали падать, и ABC пришлось закрыть сериал весной 1982 года. В конечном счете в том же году NBC подобрал шоу ещё на один сезон, и поставил его в слот четверга, после ситкома «Весёлая компания».
В 2002 году сериал попал на 48 место в списке Пятидесяти величайших телешоу всех времен по версии TV Guide.

## В ролях
Основной актёрский состав:
| Актёр              | Роль                     |
| ------------------ | ------------------------ |
| Джадд Хирш         | Алекс Ригер              |
| Дэнни ДеВито       | Луи Де Пальма            |
| Мэрилу Хеннер      | Элани О’Коннор Нардо     |
| Тони Данца         | Энтони Марк «Тони» Банта |
| Энди Кауфман       | Латка Гравас             |
| Кристофер Ллойд    | Джим «Игги» Игнатовски   |
| Джефф Конауэй      | Бобби Уиллер             |
| Рендалл Карвер     | Джон Бурнс               |
| Кэрол Кейн         | Симка Гравас             |
| Джей Алан Томас    | Джеф Беннет              |
| Ти Джей Кастронова | Томми Джеффриес          |
| Реа Перлман        | Зена Шерман              |

В эпизодических ролях снимались многие известные актёры, среди которых были: Том Хэнкс, Дик Миллер, Уоллес Шоун, Джеймс Хонг, Том Селлек, Джеффри Тэмбор, Мартин Шорт, Тед Дэнсон, Бубба Смит и другие.

## Награды и номинации

### Награды
Эмми:
- Комедийный сериал (1979—1981)
- Ведущий актёр в комедийном сериале — Джадд Хирш (1981, 1983)
- Актриса гость в комедийном сериале — Рут Гордон (1979)
- Лучшая актриса в комедийном сериале — Кэрол Кейн (1982)
- Актриса второго плана в комедийном сериале — Кэрол Кейн (1983)
- Актер второго плана в комедийном сериале — Дэнни ДеВито (1981)
- Актер второго плана в комедийном сериале — Кристофер Ллойд (1982, 1983)
- Режиссура в комедийном сериале — Джеймс Бурроус (1980, 1981)
- Запись в комедийном сериале — Майкл Джей Лисон (1981)
- Запись в комедийном сериале — Кен Эстин (1982)
- Редактирование серий — Эм. Пам Блюментал (1979-81), Джек Мичон (1981)

Золотой глобус:
- Лучший Комедийный сериал (1979—1981)
- Лучший телевизионный актёр второго плана — Дэнни ДеВито (1980)

### Номинации
Эмми:
- Комедийный сериал (1982, 1983)
- Ведущий актёр в комедийном сериале — Джадд Хирш (1979, 1980, 1982)
- Актриса гость в комедийном сериале — Ейлен Бреннан (1981)
- Актёр второго плана в комедийном сериале — Дэнни ДеВито (1979, 1982, 1983)
- Режиссура в комедийном сериале — Джеймс Бурровс (1982)
- Запись в комедийном сериале — Майкл Джей Лиисон (1979)
- Запись в комедийном сериале — Глен Чарлс и Лис Чарлс (1980, 1981)
- Запись в комедийном сериале — Девид Ллойд (1981)
- Запись в комедийном сериале — Барри Кемп и Холли Холмберг Брукс (1982)
- Запись в комедийном сериале — Кен Эстин (1983)

Золотой глобус:
- Комедийный сериал (1982—1984)
- Актёр в телевизионном комедийном сериале — Джадд Хирш (1979—1983)
- ТВ актриса второго плана — Марилу Хенер (1979—1983)
- ТВ актриса второго плана — Кэрол Кейн (1983)
- TV актер второго плана — Тони Данца (1980)
- TV актер второго плана — Дэнни ДеВито (1979, 1981, 1982)
- TV актер второго плана — Джеф Конавей (1979, 1980)
- TV актер второго плана — Энди Кауфман (1979, 1981)